# Boeing 314 Clipper
Boeing 314 Clipper foi um hidroavião casco com estabilizador triplo na cauda, movido por 4 motores radiais a pistão, de longo alcance que foi produzido pela Boeing entre 1938 e 1941 e é comparável com o Inglês Short Empire.
Um dos maiores aviões do tempo, sua asa foi utilizada maciçamente nos protótipos dos bombardeiros Boeing XB-15 para atingir os voos para todos os oceanos Atlântico e Pacífico. Doze Clippers foram construídas para a PanAm, três dos quais foram vendidos a BOAC em 1941 antes da entrega.
Era um avião muito luxuoso, e o preço da passagem, 675 dólares na época, equivalem hoje a cerca de 7.000 dólares. Operava rotas transatlânticas, possuindo luxos como quartos de vestir para homens e mulheres e restaurante com cozinheiros 4 estrelas, luxo não igualado até hoje.
Com o aumento dos conflitos na Segunda Guerra Mundial, ajudou no transporte de material e tropas. Franklin D. Roosevelt viajou num deles para conferência em Casablanca em 1943 e Winston Churchill também voou várias vezes neste tipo de avião.
Após a guerra, tornou-se obsoleto, pois foram construídas várias pistas em terra e aviões mais potentes, rápidos e aerodinâmicos.

## Operadores

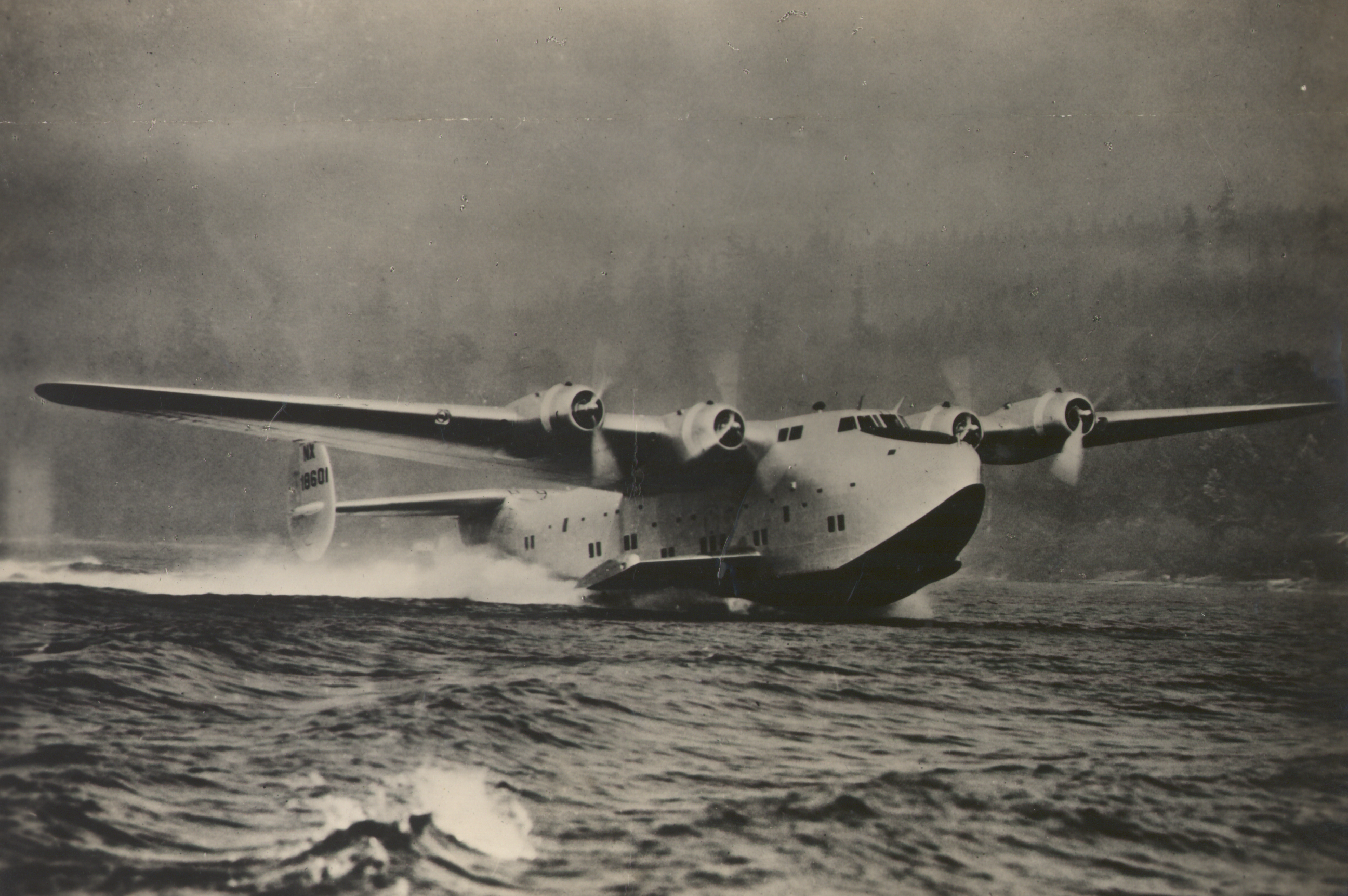
Boeing 314 Clipper experimental NX-18601.

| Registro | Tipo | Nome               | Tempo de Serviço | Notas |
| -------- | ---- | ------------------ | ---------------- | --- |
| NC18601  | 314  | Honolulu Clipper   | 1939-1945        | Vendido para a US Navy. |
| NC18602  | 314  | California Clipper | 1939-1950        | Mais tarde foi renomeado para Pacific Clipper e vendido para a World Airways. Destruído em 1950.                                                                                  |
| NC18603  | 314  | Yankee Clipper     | 1939-1943        | Iniciou o serviço transatlântico de Correio. Acidentado em 22 de fevereiro de 1943 em Lisboa, Portugal.                                                                           |
| NC18604  | 314  | Atlantic Clipper   | 1939-1946        | Recuperadas algumas partes. |
| NC18605  | 314  | Dixie Clipper      | 1939-1950        | Iniciou o serviço de transporte transatlântico de passageiros, depois foi vendido para a World Airways. Destruído em 1950.                                                        |
| NC18606  | 314  | American Clipper   | 1939-1946        | Vendido para a World Airways. Destruído em 1950. |
| NC18609  | 314A | Pacific Clipper    | 1941-1946        | Mais tarde foi vendido para a Universal Airlines. Destruído por uma tempestade.                                                                                                   |
| NC18611  | 314A | Anzac Clipper      | 1941-1951        | Vendido para a Universal Airlines em 1946, American International Airways em 1947 e World Airways em 1948. Vendido para empresa privada em 1951 e destruído em Baltimore em 1951. |
| NC18612  | 314A | Cape Town Clipper  | 1941-1946        | Vendido para a U.S. Navy em 1942, vendido para a American International Airways em 1947 e afundado no mar pela United States Coast Guard em 14 de outubro de 1947.                |

## Especificações (314A Clipper)
Dados de: Jane's Fighting Aircraft of World War II.
Descrições gerais
- Tripulação: 11 - incluindo dois comissários de bordo
- Capacidade: 4 500 kg (9 920 lb) de correspondência e carga e 36-74 - passageiros
- Comprimento: 32,33 m (110 ft)
- Envergadura: 46,36 m (150 ft)
- Altura: 6,22 m (20 ft)
- Peso vazio: 21 900 kg (48 300 lb)
- Peso bruto (carregado): 38 000 kg (83 800 lb)

Motorização
- Número de motores: 4x
- Tipo do motor: Motor a pistão radial
- Fabricante/modelo: Wright R-2600-3
- Potência por motor: 1 600 hp (1 190 kW)

Performance
- Velocidade máxima: 340 km/h (211 mph)
- Velocidade total em Nó: 183,8 kn (340 km/h)
- Alcance: 5 896 km (3 660 mi)
- Tecto de serviço: 5 980 m (19 600 ft)